# Don Matías (ort)
Don Matías är en ort i Colombia.   Den ligger i departementet Antioquía, i den nordvästra delen av landet, 250 km nordväst om huvudstaden Bogotá. Don Matías ligger 2 157 meter över havet och antalet invånare är 10 011.
Terrängen runt Don Matías är kuperad åt nordväst, men åt sydost är den bergig. Runt Don Matías är det ganska tätbefolkat, med 185 invånare per kvadratkilometer. Närmaste större samhälle är Municipio de Copacabana, 19,9 km sydväst om Don Matías. Omgivningarna runt Don Matías är en mosaik av jordbruksmark och naturlig växtlighet.